# Googlejournalistik
Googlejournalistik är en beteckning för ett slentrianmässigt och ibland missvisande bruk hos journalister att ta mängden träffar på ett eller flera ord i Google som utgångspunkt eller bevis för att en viss företeelse är vanligare, viktigare, eller mer aktuell än en annan.
Även om Googles träffmängd kan ge en fingervisning om förekomsten av ett visst ord, finns det många felkällor. Särskilt det totala antal träffar, som Google redovisar överst på den första sidan av träfflistan, kan vara missvisande. Ett skäl är att många publiceringssystem för webbplatser kan skapa tusentals dubblett-träffar för samma publicerade text.
Bristande kunskaper i söksyntax eller boolesk logik ger också ofta felaktiga resultat för googlejournalistiken. En sökning på en fras bestående av flera ord ger till exempel ett alltför stort resultat, när inte orden satts inom citationstecken.